# Sortierung
Sortierung ist in Technik, Verwaltung und Wirtschaft ein Organisationsmittel, das die Tätigkeit oder das Ergebnis der Einordnung von Gegenständen, Werten oder Worten nach einem bestimmten System beschreibt.

## Allgemeines
Das zugrunde liegende Verb sortieren wurde im 16. Jahrhundert in der Bedeutung „in [Güte]klassen einteilen, auslesen, sondern, ordnen“  entlehnt (italienisch sortire, aus lateinisch sortiri „[er]losen, auswählen“).
Sortieren heißt, Elemente nach einem einfachen, vorgegebenen Schema in eine vorher definierte Reihenfolge zu bringen. Vorausgesetzt wird allgemein, dass mindestens zwei Gegenstände, Werte oder Worte vorhanden sind, die durch Sortierung in eine bestimmte Reihenfolge gebracht werden sollen. Ziel der Sortierung ist es, jedem Beteiligten einen besseren Überblick zu verschaffen und die Suche aufgrund der bekannten Sortierfolgen zu erleichtern.

## Arten
Spielen Begriffe oder Worte die entscheidende Rolle, ist eine alphabetische Sortierung erforderlich. Bei Zahlenwerten wird die alphanumerische Sortierung vorgezogen. Bei Zeitpunkten gibt es eine chronologische Sortierung. Eine gemischte Sortierung ist notwendig, wenn Zeichenfolgen und Zahlen gemeinsam zu sortieren sind. Topologische Sortierung bezeichnet eine Reihenfolge von Dingen, bei der vorgegebene Abhängigkeiten erfüllt sind.
Lexikalische Sortierung ist bei alphabetischen oder alphanumerischen Werten der Vergleich der Zeichen an gleicher Position in der Zeichenkette, von links beginnend. Die Familiennamen Birrer und Birkner unterscheiden sich im vierten Zeichen, so dass bei aufsteigender Sortierung Birkner vor Birrer einzuordnen (Birkner < Birrer) ist. Mit „1“ erscheint das Jahr 1 nach Christus, die Zahl „1“ findet sich in ihrer ausgeschriebenen Form „Eins“. Auch Wikipedia verwendet die lexikalische Sortierung.
Außerhalb der Dokumentation wird auch nach Gewicht, Größe oder anderen Prioritäten sortiert. Beispielsweise stehen im Schuhgeschäft die Schuhe mit derselben Schuhgröße zusammen.

## Verfahren
Das vorgegebene Schema oder System, nach dem sortiert werden soll, heißt Sortierfolge. Beim numerischen Sortieren unterscheidet man aufsteigende Sortierung (Sortierfolge: 0, 1, 2, ...9) und absteigende Sortierung (Sortierfolge: 9, 8, 7 ...0). Die chronologische Sortierung erfolgt meist vom ältesten zum jüngsten Kalenderdatum (auch die kaufmännische Heftung in Aktenordnern), umgekehrt ist in der öffentlichen Verwaltung die Amtsheftung.
Die alphabetische Sortierung ist im Hinblick auf Leerzeichen, Sonderzeichen und Umlauten unterschiedlich. Bei allen Sortierfolgen wird heute das Leerzeichen (englisch blank) ebenfalls – wie in der Informatik selbstverständlich – auch als Zeichen betrachtet. Umlaute werden meistens als „ä“ in „ae“ usw. einsortiert, es sei denn, es handelt sich um ausländische Sortierfolgen.

## Handel
Im Einzelhandel, insbesondere in Supermärkten und Warenhäusern, folgt die Sortierung der Waren in Verkaufsregalen überwiegend den Erkenntnissen der Verkaufspsychologie und soll den Kunden manipulieren. Die Anordnung der Waren erfolgt nach werblichen Aspekten, Gängigkeit und schneller Bedienungsmöglichkeit. Süßwaren werden nach Griffhöhe für Kinder platziert, beim Mindesthaltbarkeitsdatum werden die älteren Waren nach vorne, und im Hinblick auf die Warenrotation Langsamdreher vor Schnelldrehern sortiert.
Das Sortiment ist übrigens nicht von „Sortierung“ abgeleitet, sondern bedeutet „Art, Gattung, Sorte, Typ“ (italienisch sorta).

## Informationstechnik und Informatik
In der Informationstechnik und Informatik versteht man unter Sortieren allgemein „den Prozess des Anordnens einer gegebenen Menge von Objekten in einer bestimmten Ordnung“.
Für die Programmierung und Implementierung des Sortierens in Computerprogrammen werden verschiedene Sortierverfahren verwendet, darunter
- Quicksort
- Mergesort
- Heapsort
- Shellsort
- Timsort
- Selectionsort
- Insertionsort
- Bubblesort

Die zuvor genannten Sortierverfahren sind ungleich effizienter als die einfachen („trivialen“) Sortierverfahren Selectionsort, Insertionsort und Bubblesort.

## Logistik
Die Lagerhaltung überbrückt den Zeitraum zwischen Wareneingang und Warenausgang und erfüllt unter anderem auch eine Sortimentsfunktion, wonach Waren in anderer Produktqualität und Menge eingelagert werden, als sie vom Lager abgerufen werden. Jede Lagerhaltung erfordert umfassende Sortiersysteme, welche bestenfalls die Massenproduktion in Hochregallagern bewältigen können. Die moderne Lagerhaltung ist so organisiert, dass minimale Wartezeiten beim Abruf vom Lager entstehen, um die sich in den Lagerkosten niederschlagende Kapitalbindung zu minimieren. Bei identischen Produkten wird nach dem First In – First Out-Verbrauchsfolgeverfahren sortiert, so dass die neueren Produkte hinter die älteren Produkte sortiert werden und die älteren in die Produktion oder den Vertrieb gelangen. Im Lager findet zwischen Ein- und Auslagern meist noch eine Umformung statt, also eine Sortierung, durch welche die Ware das Lager in anderen Einheiten verlasst, als sie eingegangen sind. Das geschieht mindestens durch Umverpackung.

## Mathematik
Sortierung ist in der Mathematik die injektive Abbildung {\displaystyle a} von einer Menge {\displaystyle R} von Objekten {\displaystyle {\text{R1, R2, …}}} in die natürlichen Zahlen. Die Objekte {\displaystyle R1} aus {\displaystyle R} setzen sich dabei jeweils aus einem Schlüssel {\displaystyle S_{i}} und einer Information {\displaystyle I_{i}} zusammen, wobei auf der Menge {\displaystyle S} der Schlüssel eine Halbordnung bezüglich einer binären Relation {\displaystyle \leq } definiert ist.

## Sprache
Die Sortierfolge in Wörtbüchern ist von der Schrift, in der die Sprache dargestellt wird, abhängig.
Im Chinesischen erfolgt die Sortierung nach der Zahl der Striche.

## Weitere Anwendungen
Sortierung ist auch erforderlich in Archiven, Bibliotheken, Inhaltsangaben, Lexika, Listen, Produktkatalogen, Tabellen, Verzeichnissen (Telefonbuch) oder Wörtbüchern.

## Sonstiges
Streng genommen bezeichnet das Sortieren einen anderen Vorgang als das Ordnen, da beim Sortieren gleichartige Objekte zusammengenommen bzw. unterschiedliche getrennt werden (z. B. Äpfel und Birnen), während beim Ordnen eine Reihenfolge (z. B. Datum, Alphabet) zwischen unterschiedlichen Objekten zugrunde gelegt wird. Üblicherweise werden beide Vorgänge miteinander verbunden, so dass beim „Sortieren“ nach Größe zugleich eine entsprechende Ordnung der unterschiedlichen Größen hergestellt wird.
Sortieren ist auch eine andere Bezeichnung für die Vollprüfung im Qualitätsmanagement. Mechanische, chemische oder physikalische Sortierverfahren zum Trennen von Stoffgemischen werden auch als Trennverfahren bezeichnet.